# العلاقات السويدية الفيجية
العلاقات السويدية الفيجية هي العلاقات الثنائية التي تجمع بين السويد وفيجي.

## مقارنة بين البلدين
هذه مقارنة عامة ومرجعية للدولتين:
| وجه المقارنة                                              | السويد                                                                               | فيجي                                                                 |
| --------------------------------------------------------- | ------------------------------------------------------------------------------------ | -------------------------------------------------------------------- |
| المساحة (كم2)                                             | 450.30 ألف                                                                           | 18.27 ألف                                                            |
| عدد السكان (نسمة)                                         | 10.16 مليون                                                                          | 915.30 ألف                                                           |
| الكثافة السكانية (ن./كم²)                                 | 22.56                                                                                | 50.1                                                                 |
| العاصمة                                                   | ستوكهولم                                                                             | سوفا                                                                 |
| اللغة الرسمية                                             | اللغة السويدية، لغات السامي، اللغة الفنلندية، منكيلي، اللغة الرومنية، اللغة اليديشية | لغة إنجليزية، اللغة الفيجية، اللغة الفيجي الهندية، اللغة الهندستانية |
| العملة                                                    | كرونة سويدية                                                                         | دولار فيجي                                                           |
| الناتج المحلي الإجمالي (بليون دولار)                      | 538.04 مليار                                                                         | 5.06 مليار                                                           |
| الناتج المحلي الإجمالي (تعادل القوة الشرائية) بليون دولار | 469.01 مليار                                                                         | 8.32 مليار                                                           |
| الناتج المحلي الإجمالي الاسمي للفرد دولار أمريكي          | 50.58 ألف                                                                            | 4.96 ألف                                                             |
| الناتج المحلي الإجمالي للفرد دولار أمريكي                 | 45.30 ألف                                                                            | 8.79 ألف                                                             |
| مؤشر التنمية البشرية                                      | 0.907                                                                                | 0.727                                                                |
| رمز المكالمات الدولي                                      | +46                                                                                  | +679                                                                 |
| رمز الإنترنت                                              | .se                                                                                  | .fj                                                                  |
| المنطقة الزمنية                                           | توقيت وسط أوروبا، ت ع م+01:00، ت ع م+02:00، أوروبا/ستوكهولم ‏                         | ت ع م+12:00                                                          |

## منظمات دولية مشتركة
يشترك البلدان في عضوية مجموعة من المنظمات الدولية، منها:
| علم المنظمة | اسم المنظمة                               | تاريخ انضمام السويد | تاريخ انضمام فيجي |
| ----------- | ----------------------------------------- | ------------------- | ----------------- |
|             | المنظمة الهيدروغرافية الدولية             | ?                   | ?                 |
|             | الاتحاد البريدي العالمي                   | ?                   | ?                 |
|             | بنك التنمية الآسيوي                       | 1966                | 1970              |
|             | يونسكو                                    | 23 يناير 1950       | 14 يوليو 1983     |
|             | البنك الدولي للإنشاء والتعمير             | 31 أغسطس 1951       | 28 مايو 1971      |
|             | منظمة التجارة العالمية                    | 1995                | ?                 |
|             | وكالة ضمان الاستثمار متعدد الأطراف        | 12 أبريل 1988       | 24 سبتمبر 1990    |
|             | الاتحاد الدولي للاتصالات                  | 1866                | 5 مايو 1971       |
|             | منظمة الشرطة الجنائية الدولية             | ?                   | ?                 |
|             | مؤسسة التمويل الدولية                     | 20 يوليو 1956       | 12 يوليو 1979     |
|             | الأمم المتحدة                             | 19 نوفمبر 1946      | 13 أكتوبر 1970    |
|             | مؤسسة التنمية الدولية                     | 24 سبتمبر 1960      | 29 سبتمبر 1972    |
|             | منظمة حظر الأسلحة الكيميائية              | ?                   | ?                 |
|             | المركز الدولي لتسوية المنازعات الاستشارية | 28 يناير 1967       | 10 سبتمبر 1977    |

## وصلات خارجية
- موقع وزارة الخارجية السويدية
- موقع وزارة الخارجية الفيجية